# Лучицы (деревня, Дзержинский район)
Лучи́цы (бел. Лучыцы) — деревня в Боровском сельсовете Дзержинского района Минской области. Расположена в 17 километрах на запад от Дзержинска, в 19 километрах от железнодорожной станции Койданово на линии Минск—Барановичи и 57 километрах от Минска.

## История
Известна в ВКЛ с 1-й половины XVII века. В 1620 году, 15 волок земли, находилась в Рубежевичской волости Минского повета ВКЛ и была владением Радзивиллов. После 2-го раздела Речи Посполитой находилась в составе Российской империи. В деревне действовала корчма. В 1800 году в деревне 20 дворов и 135 жителей, владение Д.Радзивилла.
В середине XIX века Лучицы принаджежали Л. Дыбовскому. В 1858 году в Лучицах проживал 61 житель мужского пола. В 1897 году — 27 дворов, 176 жителей, в одноимённом имении — 4 двора, 35 жителей, которое принадлежало помещикам Дыбовским (в 1889 году — 589 волок земли). В 1909 году было открыто Попковско-Лучицкое народное училище. В 1917 году — 48 дворов, 249 жителей, в имении — 82 жителя. В 1922 году в имение была перенесена школа (в 1925 году — 63 ученика). 
С 9 марта 1918 года в составе провозглашённой Белорусской Народной Республики, однако фактически находилась под контролем германской военной администрации. С 1 января 1919 года в составе Советской Социалистической Республики Белоруссия, а с 27 февраля того же года в составе Литовско-Белорусской ССР, летом 1919 года деревня была занята польскими войсками, после подписания рижского мира — в составе Белорусской ССР. 
С 20 августа 1924 года в составе Боровского сельсовета (который с 23 марта 1932 года по 14 мая 1936 года являлся национальным польским сельсоветом) Койдановского района (с 29 июня 1932 года — Дзержинского) Минского округа, с 20 февраля 1938 года — в составе Минской области, с 31 июля 1937 года по 4 февраля 1939 года в составе Минского района. В годы коллективизации был создан колхоз «Ударник Советов», который обслуживался Койдановской МТС, работала кузня. По результатам переписи 1926 года, в деревне 44 двора и 212 жителей.
В Великую Отечественную войну, с 28 июня 1941 года по 6 июля 1944 года деревня находилась под немецко-фашистской оккупацией, на фронте погибли 6 жителей деревни.
В 1960 году — 156 жителей. Лучицы входили в состав колхоза имени Горького (центр — д. Боровое. С 1991 года, деревня в составе независимой Республики Беларусь, где тогда было 30 дворов и проживали 63 жителя. С 2003 года в составе СПК «Боровое-2003». По состоянию на 2009 год в деревне работает магазин, производственная бригада.

## Население
| Численность населения (по годам) | Численность населения (по годам) | Численность населения (по годам) | Численность населения (по годам) | Численность населения (по годам) | Численность населения (по годам) | Численность населения (по годам) | Численность населения (по годам) | Численность населения (по годам) |
| 1800                             | 1897                             | 1909                             | 1917                             | 1926                             | 1960                             | 1991                             | 1996                             | 1999                             |
| -------------------------------- | -------------------------------- | -------------------------------- | -------------------------------- | -------------------------------- | -------------------------------- | -------------------------------- | -------------------------------- | -------------------------------- |
| 135                              | ↗ 176                            | ↗ 203                            | ↗ 249                            | ↘ 212                            | ↘ 156                            | ↘ 63                             | ↘ 39                             | ↘ 37                             |
| 2004                             | 2009                             | 2017                             | 2018                             | 2020                             | 2022                             |                                  |                                  |                                  |
| ↘ 33                             | ↘ 23                             | ↘ 16                             | → 16                             | ↘ 15                             | ↘ 10                             |                                  |                                  |                                  |

## Достопримечательности
На деревенском кладбище похоронен неизвестный воин, который погиб от рук оккупантов в июле 1944 года, командир партизанского отряда им. Рыжака бригады им. Сталина С. Ф. Юхович, заместитель командира отряда И. С. Ирхин и 10 партизан бригады, которые погибли в боях 1941—1944 годов. В 1957 году на могиле была поставлена стела с именами погибших.
Там же, на кладбище погребена семья партизана П. И. Мелешки (5 человек), которая была расстреляна немецко-фашистскими захватчиками 3 февраля 1943 года. В 1979 году на могиле поставлен обелиск.